# Agrostomyia dimorpha
Agrostomyia dimorpha är en tvåvingeart som beskrevs av Jason Gilbert Hayden Londt 1994. Agrostomyia dimorpha ingår i släktet Agrostomyia och familjen rovflugor. Inga underarter finns listade i Catalogue of Life.